# フラッタマッジョーレ
フラッタマッジョーレ（イタリア語: Frattamaggiore）は、イタリア共和国カンパニア州ナポリ県にある、人口約30,000人の基礎自治体（コムーネ）。

## 地理

### 位置・広がり
ナポリ中心部から北へ10kmの距離にある。

#### 隣接コムーネ
隣接するコムーネは以下の通り。括弧内のCEはカゼルタ県所属を示す。
- アルツァーノ
- カルディート
- カゾーリア
- クリスパーノ
- フラッタミノーレ
- グルーモ・ネヴァーノ
- サンタルピーノ (CE)